# فان نولي
تيوفان ستيليان نولي (بالألبانية: Fan Stilian Noli‏) والمعروف باسم فان نولي (بالألبانية: Fan Stilian Noli‏) ‏(6 يناير 1882 - 13 مارس 1965) هو كاتب وسياسي ومؤرخ وخطيب ودبلوماسي وباحث ألباني. ومؤسس الكنيسة الألبانية الأرثوذكسية. أصبح رئيس وزراء وحاكم ألبانيا خلال ثورة يونيو في عام 1924.

## روابط خارجية
- فان نولي على موقع الموسوعة البريطانية (الإنجليزية)